# Embaixada do Brasil em Londres
A Embaixada do Brasil em Londres é a representação diplomática brasileira no Reino Unido. Está localizada na Cockspur Street, números 14 a 16, no bairro de Westminster no coração de Londres. A rua Cockspur Street, que é situada próxima da Trafalgar Square, foi em 1912 o endereço para  aqueles queriam adquirir um ingresso para o famoso transatlântico Titanic.
A empresa alemã de engenharia naval, Hamburg America Line, construiu em 1906 o edifício que ainda hoje é um dos mais grandiosos em Cockspur Street. Entre as janelas, acima do friso e cornija, ainda é possível ver o logotipo esculpido da Peninsular and Oriental Steam Navigation Company (P&O), extinta companhia britânica de navegação e logística, que em 1918, com o fim da Primeira Guerra Mundial, assumiu o edifício como parte das reparações da Alemanha para a guerra.
Cravado no topo do edifício está uma enorme cabeça de Netuno, com uma barba longa e esvoaçante se fundindo em uma águia que carrega um peixe em seu bico. À esquerda e à direita, tritões seguram cetros. Sobe o frontão curvo e separado estão duas figuras que simbolizam os dois maiores navios que a empresa alemã possuía na época. À esquerda, uma mulher segura um navio e veste um espartilho desconfortável com aparência de metal. Um querubim se ajoelha ao seu lado segurando uma âncora. À direita, um homem segura outro modelo de navio, ele está confortavelmente envolto em um manto e há uma águia pousada ao seu lado. Abaixo, a janela da sacada possui uma escultura da proa de um navio com  ondas  de  proa  estilizadas. A figura é uma sereia segurando sua cauda bifurcada serpenteando através da madeira.
O governo brasileiro em 2010 adquiriu a propriedade do Banco Real da Escócia que, foi a última instituição a possuir o edifício. Em 26 de julho de 2012 o prédio foi inaugurado pela presidente Dilma Rousseff nas vésperas dos Jogos Olímpicos de Londres, para ser o endereço permanente da Embaixada do Brasil em Londres. Até 2012, a embaixada foi situada em Green Street no bairro de Mayfair.
Atualmente a embaixada do Brasil junto ao Reino Unido da Grã-Bretanha e Irlanda do Norte está sob o comando do embaixador Antonio de Aguiar Patriota.

## Embaixadores do Brasil em Londres

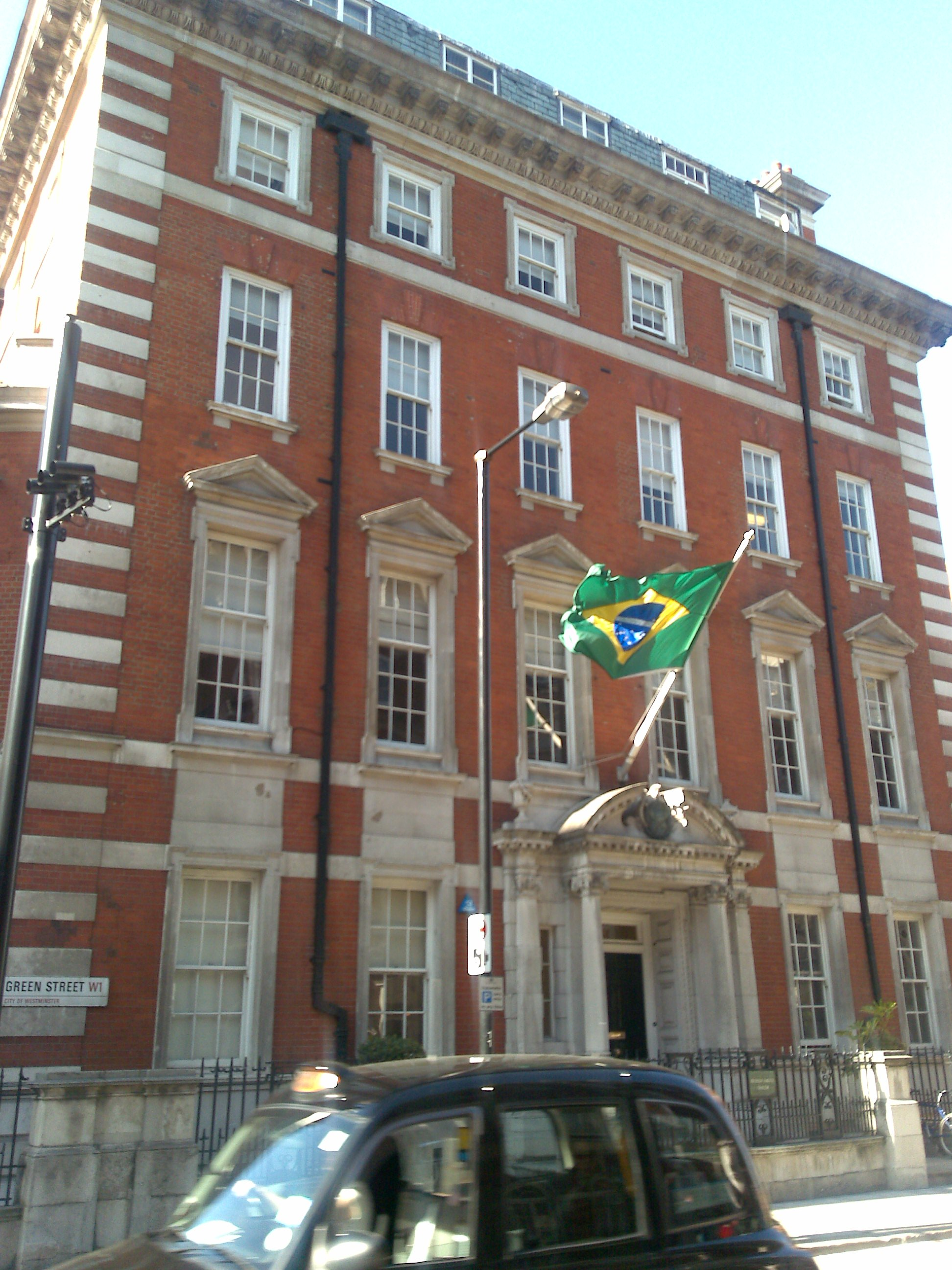
A embaixada do Brasil anterior em Green Street, Londres

Em 2 de janeiro de 1919, a Legação do Brasil em Londres foi elevada a condição de Embaixada. Lista dos Ministros Plenipotenciários e Embaixadores do Brasil em Londres:
- Manoel Rodrigues Gameiro Pessoa, Visconde de Itabaiana (1823)
- Felisberto Caldeira Brant Pontes, Marquês de Barbacena (1824)
- Manoel Rodrigues Gameiro Pessoa (1825)
- José Araujo Ribeiro, Visconde de Rio Grande (1831)
- Manoel Antônio Galvão (1835)
- Francisco Jê Acaiaba de Montezuma, Visconde de Jequitinhonha (1840)
- José Marques Lisboa (1841)
- Sergio Teixeira de Macedo (1851-1854)
- Francisco Ignácio de Carvalho Moreira, Barão de Penedo (1855-1863)

Rompimento de relações diplomáticas por conta da Questão Christie
- Francisco Ignácio de Carvalho Moreira, Barão de Penedo (1866-1867)
- José Carlos de Almeida Arêas, Visconde de Ourém (1868-1873)
- Francisco Ignácio de Carvalho Moreira, Barão de Penedo (1873-1889)
- João Arthur Souza Corrêa (1890-1900)
- Joaquim Nabuco (1900)
- Francisco Régis de Oliveira (1905-1913)
- Eduardo Lisboa (1913-1914)
- Antonio Fontoura Xavier (1914-1920)
- Domício da Gama (1920-1924)
- Raul Régis de Oliveira (1925-1937)
- João Joaquim de Lima e Silva Moniz de Aragão (1940-1952)
- Samuel de Souza-Leão Gracie (1952-1956)
- Francisco de Assis Chateaubriand Bandeira de Mello (1957-1961)
- José Cochrane de Alencar (1961-1963)
- Carlos Alves de Souza (1964-1966)
- Jayme Sloan Chermont (1966-1960)
- Sérgio Corrêa Affonso da Costa (1968-1974)
- Roberto Campos (1975-1982)
- Mário Gibson Barboza (1982-1986)
- Celso de Souza e Silva (1986-1989)
- Paulo Tarso Flecha de Lima (1990-1993)
- Rubens Antonio Barbosa (1994-1999)
- Sérgio Silva Amaral (1999-2001)
- Celso Luiz Nunes Amorim (2001-2002)
- José Maurício de Figueiredo Bustani (2003-2008)
- Carlos Augusto Rego Santos-Neves (2008-2010)
- Roberto Jaguaribe (2010-2015)
- Eduardo dos Santos (2015-2018)
- Claudio Frederico de Matos Arruda (2018-2023)
- Antonio de Aguiar Patriota (2023-atual)